# آلان گاگلویف
آلان ادواردوویچ گاگلویف (آسی:  Гаглойты Эдуарды фырт Алан؛ روسی:Алан Эдуардович Гаглоев؛ زاده ۶ فوریه ۱۹۸۱ در تسخینوالی)  رئیس جمهور و سیاستمدار اوستیایی جنوبی است. او به عنوان رئیس جمهور اوستیای جنوبی رسماً در ۲۴ مه ۲۰۲۲ کار خود را آغاز کرد. او همچنین نامزد ریاست جمهوری اوستیای جنوبی در سال ۲۰۱۷ بود.